# Comiket

Logo du Comiket depuis 2000.

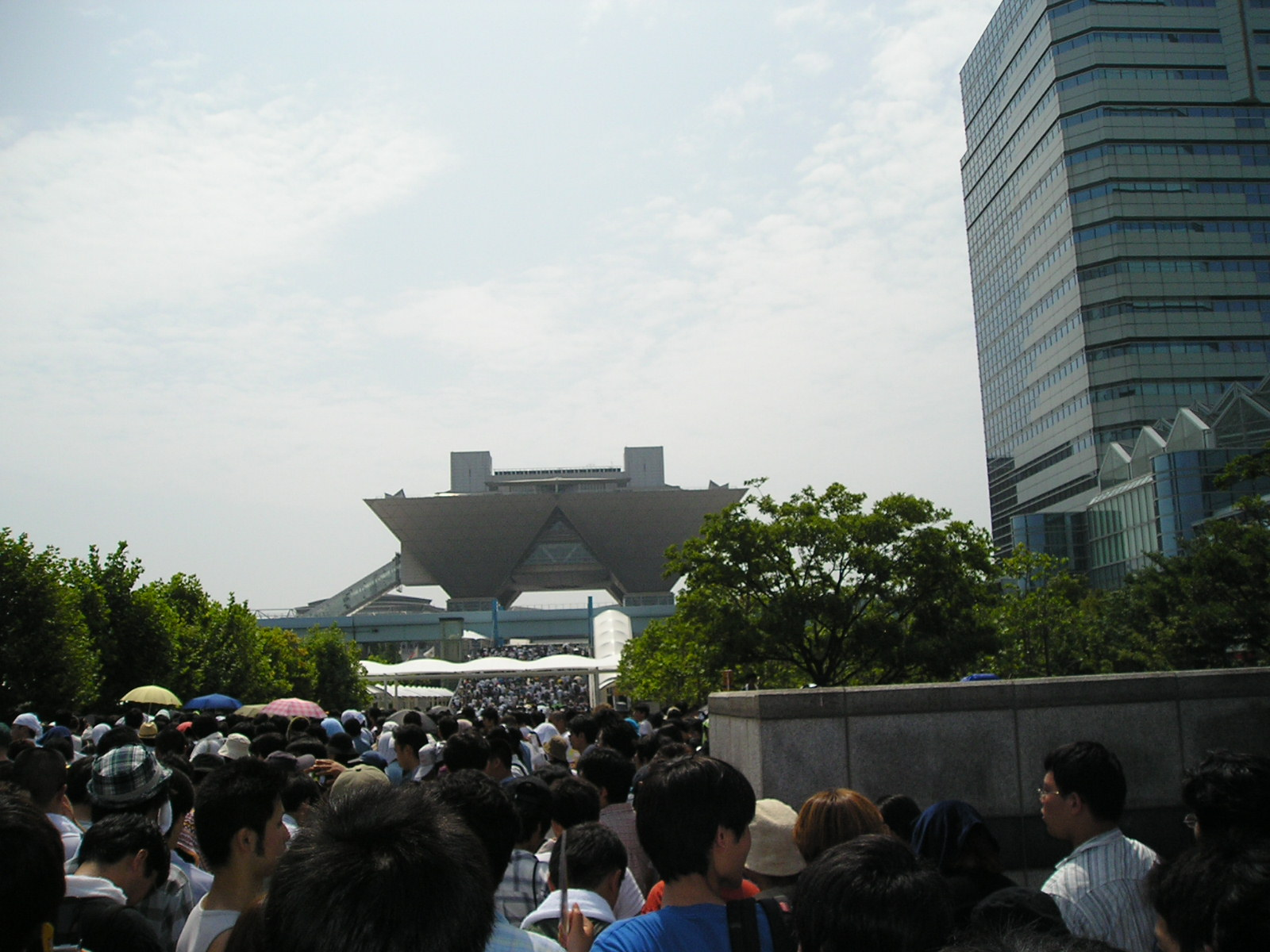
Visiteurs faisant la queue devant l'entrée du Comic Market (photo prise en août 2005 à proximité du bâtiment ouest du Tokyo International Exhibition Center)

 (juin 2013).
Si vous disposez d'ouvrages ou d'articles de référence ou si vous connaissez des sites web de qualité traitant du thème abordé ici, merci de compléter l'article en donnant les références utiles à sa vérifiabilité et en les liant à la section « Notes et références ».
Comic Market (コミックマーケット, Komikku māketto) plus connu sous le nom de Comiket (コミケット, Komiketto) est la plus grande convention de dōjinshi (manga amateur) au monde, se tenant deux fois par an au Tokyo Big Sight de Tokyo, au Japon.

## Histoire
Le premier Comiket eut lieu le 21 décembre 1975, où participèrent seulement une trentaine de cercles dōjin accueillant environ 700 visiteurs. Créée par les étudiants Teruo Harada (原田 央男, Harada Teruo), Jun Aniwa (亜庭 じゅん, Aniwa Jun) et Yoshihiro Yonezawa (米沢 嘉博, Yonezawa Yoshihiro), qui estimaient qu'il existait peu de structures pour présenter leurs créations, la convention est maintenant organisée par le Comic Market Preparatory Committee (CMPC).

## Général
D'une durée de trois jours, cet événement permet à l'origine à des mangaka amateurs de présenter et vendre leurs œuvres, appelées dōjinshi, mais on y trouve également des jeux (dōjin game), de la musique (dōjin ongaku) et certains exposants sont professionnels (studios d'animation, commerçants). C'est aussi l'occasion de rencontrer des cosplayers. Le nombre de visiteurs se chiffre en centaines de milliers (350 000 au C69, de 400 000 à 430 000 au C70) et la demande de stands est si massive que les organisateurs doivent décliner autant de pré-réservations qu'ils n'en accordent (23 000 au C69).
Les objets vendus au Comiket étant rarement réédités, certains de ces articles peuvent atteindre  dix fois leur valeur originale, en boutique ou sur des sites d'enchères.
Jusqu'en 1983, le Comiket se tenait trois fois par an, au printemps, en été et en hiver. Il se tient désormais en été, à la mi-août et en hiver, fin décembre. On les dénomme respectivement Comiket d'été (夏コミ, natsukomi) et Comiket d'hiver (冬コミ, fuyukomi). La convention a lieu sur l'île artificielle d'Odaiba (Kōtō-ku), au large de Tōkyō, (Japon) dans le Tokyo Big Sight, aussi connu sous le nom de Tokyo International Exhibition Center, depuis le C50 (août 1996).